# Alf Lindblad
Alf Lindblad (né le 19 février 1914 et mort le 18 mai 1980) est un athlète finlandais, spécialiste des courses de demi-fond. 

## Biographie
Il remporte la médaille de bronze du 3 000 m steeple lors des championnats d'Europe 1938 à Paris, en établissant la meilleure performance de sa carrière en 9 min 21 s 4.

### Palmarès
| Date | Compétition           | Lieu  | Résultat | Épreuve         | Performance  |
| ---- | --------------------- | ----- | -------- | --------------- | ------------ |
| 1938 | Championnats d'Europe | Paris | 3e       | 3 000 m steeple | 9 min 21 s 4 |

### Records
| Épreuve         | Performance  | Lieu  | Date             |
| --------------- | ------------ | ----- | ---------------- |
| 3 000 m steeple | 9 min 21 s 4 | Paris | 5 septembre 1938 |